# أصبغ بن الفرج
أَبُو عَبْدِ اللَّهِ أَصْبَغُ بْنُ الْفَرَجِ بْنِ سَعِيدِ بْنِ نَافِعٍ الْمِصْرِيُّ الْمَالِكِيُّ (بعد 150 – 225هـ / غير معروف – 840م) فقيه مالكي ومفتي الديار المصرية.

## نسبه
أصبغ بن الفرج ابن سعيد بن نافع الشيخ الإمام الكبير مفتي الديار المصرية وعالمها أبو عبد الله الأموي مولاهم المصري المالكي.

## المولد والنشأة
مولده بعد الخمسين ومئة 150هـ وطلب العلم وهو شاب كبير ففاته مالك والليث فروى عن عبد عبد العزيز الدراوردي وأسامة بن زيد بن أسلم وأخيه عبد الرحمن بن زيد وحاتم بن إسماعيل وعيسى بن يونس السبيعي وعبد الله بن وهب وابن القاسم وبهما تفقه وحوى علما جما خدث عنه البخاري وأحمد بن الحسن الترمذي ويحيى بن معين وأحمد بن الفرات والربيع بن سليمان الجيزي وإسماعيل سمويه ومحمد بن إسماعيل السلمي وأبو الدرداء عبد العزيز بن منيب المروزي ويحيى بن عثمان بن صالح وبكر بن سهل الدمياطي وأبو يزيد يوسف القراطيسي وخلق كثير ذكره ابن معين.

## قيل فيه
قال ابن معين كان من أعلم خلق الله برأي مالك يعرفها مسألة مسألة متى قالها مالك ومن خالفه فيها وقال أحمد بن عبد الله أصبغ ثقة صاحب سنة وقال أبو حاتم كان أجل أصحاب ابن وهب وقال أبو سعيد بن يونس كان يحيى بن عثمان بن صالح يقول هو من أولاد عبيد المسجد كان بنو أمية يشترون للمسجد عبيدا يخدمونه فأصبغ من أولاد أولئك وكان مضطلعا بالفقه والنظر وكان ذكر للقضاء في مجلس الأمير عبد الله بن طاهر فسبقه سعيد بن عفير قال وحدثني علي بن الحسن بن قديد عن يحيى بن عثمان بن صالح عن أبي يعقوب البويطي أنه كان حاضرا في مجلس ابن طاهر حين أمر بإحضار شيوخ مصر قال فقال لنا إني جمعتكم لترتادوا لأنفسكم قاضيا فكان أول من تكلم يحيى بن بكير ثم تكلم ابن ضمرة الزهري فقال أصلح الله الأمير أصبغ بن الفرج الفقيه العالم الورع وذكر باقي الحكاية قال بعض العلماء ما أخرجت مصر مثل أصبغ وقال أبو نصر الفقيه سمعت المزني والربيع يقولان كنا نأتي أصبغ قبل قدوم الشافعي فنقول له علمنا مما علمك الله قال مطرف بن عبد الله أصبغ أفقه من عبد الله بن عبد الحكم وذكر علي بن قديد عمن حدثه قال كان بين أصبغ وابن عبد الحكم مباعدة وكان أحدهما يرمي الآخر بالبهتان وقال ابن وزير كان أصبغ خبيث اللسان كان صاعقة قال ابن قديد كتب المعتصم في أصبغ ليحمل إليه في المحنة فهرب واختفى بحلوان.

## وفاته
توفي لأربع بقين من شوال سنة خمس وعشرين ومئتين.

### فهرس المراجع
منشورات
1. 1 2 3 4 5 6 7  الذهبي (1985)، ج. 10، ص. 656.
2. ↑  ابن خلكان (1978)، ج. 1، ص. 240.
3. 1 2  الزركلي (2002)، ج. 1، ص. 333.
4. 1 2 3 4 5  مخلوف (2003)، ج. 1، ص. 99.
5. ↑  ابن القيم (2019)، ص. 203.

وب
1. ↑  التاريخ، تراحم عبر. "أصبغ (أصبغ بن الفرج بن سعيد بن نافع المصري أبي عبد الله)". tarajm.com. مؤرشف من الأصل في 2024-12-04. اطلع عليه بتاريخ 2024-11-25.

### بيانات المراجع (مُرتَّبة حسب تاريخ النشر)
- ابن خلكان (1978)، وفيات الأعيان وأنباء أبناء الزمان، تحقيق: إحسان عباس، بيروت: دار صادر، OCLC:4770140545، QID:Q115633147{{استشهاد}}:  صيانة الاستشهاد: ref duplicates default (link)
- شمس الدين الذهبي (1985)، سير أعلام النبلاء، تحقيق: شعيب الأرنؤوط، مجموعة (ط. 1)، بيروت: مؤسسة الرسالة، OCLC:4770539064، QID:Q113078038
- خير الدين الزركلي (2002)، الأعلام: قاموس تراجم لأشهر الرجال والنساء من العرب والمستعربين والمستشرقين (ط. 15)، بيروت: دار العلم للملايين، OCLC:1127653771، QID:Q113504685
- محمد مخلوف (2003)، شجرة النور الزكية في طبقات المالكية (ط. 1)، بيروت: دار الكتب العلمية، QID:Q131310565
- ابن قيم الجوزية (2019)، اجتماع الجيوش الإسلامية، آثار الإمام ابن قيم الجوزية وما لحقها من أعمال، مراجعة: محمد أجمل الإصلاحي، سعود بن عبد العزيز العريفي. تحقيق: زائد بن أحمد النشيري، الرياض: دار عطاءات العلم، QID:Q115794829